# Michaił Afanasjeu
Michaił Afanasjeu (biał. Мiхаiл Афанасьеў, ros. Михаил Афанасьев, Michaił Afanasjew; ur. 4 listopada 1986 w Mińsku) – białoruski piłkarz, grający na pozycji środkowego pomocnika, kapitan młodzieżowej reprezentacji Białorusi.

## Kariera piłkarska

### Kariera klubowa
Michaił już jako młody chłopak interesował się piłką i postanowił zapisać się do klubu z rodzinnego miasta. W 2001 roku zadebiutował w pierwszej drużynie Źmiena Mińsk, skąd w 2002 przeszedł do BATE Borysów. W 2005 powrócił do Mińska i bronił barw MTZ-RIPA Mińsk, w której grał przez następne dwa lata. Zimą 2008 roku pozyskał go klub rosyjskiej ekstraklasy – Amkar Perm. Na początku 2010 roku opuścił dotychczasowy zespół. Przez kilka miesięcy występował w Kubaniu Krasnodar, a następnie w Salucie Biełgorod. W latach 2011–2012 był natomiast zawodnikiem Dynama Mińsk. Następnie kolejno grał w takich klubach jak: FK Homel, FK Atyrau, Szachcior Soligorsk i Biełszyna Bobrujsk. W 2016 trafił do klubu Tarpieda-BiełAZ Żodzino.

### Kariera reprezentacyjna
Kapitan młodzieżowej reprezentacji Białorusi. Spośród aktualnych piłkarzy młodzieżówki ma najwięcej zaliczonych występów w reprezentacji.